# Chen Qi
Chen Qi (陈杞, Nantong, 15 april 1984) is een Chinees tafeltennisser die met name succesvol is in dubbelspelen. Samen met Ma Lin won hij goud op de Olympische Zomerspelen 2004, werd hij op het WK 2007 wereldkampioen dubbelspel en won hij twee ITTF Pro Tour Grand Finals. Samen met Wang Liqin won hij een derde Grand Finals-titel en samen met Wang Hao greep hij op het WK 2009 zijn tweede wereldtitel dubbelspel op rij.
Chen Qi vormt door zijn linkshandigheid een uitzondering op andere Chinese topspelers uit zijn generatie. Hij is sinds 2002 international voor (het eerste team van) zijn land. Hij reisde in 2008 af naar zijn tweede olympische toernooi, maar kwam er als reserve niet in actie.
Chen Qi staat sinds januari 2004 in de top tien van de ITTF-wereldranglijst. Zijn hoogste positie was de vijfde plek (voor het eerst in maart 2004).

## Erelijst
Belangrijkste resultaten:
- Olympisch kampioen dubbelspel 2004 (met Ma Lin)
- Wereldkampioen dubbelspel op het WK 2007 (met Ma Lin) en het WK 2009 (met Wang Hao), verliezend finalist in 2011 (met Ma Lin)
- Winnaar WK landenploegen 2006 en 2008 (met China)
- Winnaar World Cup landenploegen 2007
- Verliezend finalist Azië Cup 2006 en 2008

ITTF Pro Tour:
Enkelspel:
- Winnaar Japan Open 2004
- Winnaar Rusland Open 2007
- Winnaar Oostenrijk Open 2007

Dubbelspel:
- Winnaar ITTF Pro Tour Grand Finals 2003, 2004 (beide met Ma Lin) en 2007 (met Wang Liqin)
- Winnaar Korea Open 2003 (met Ma Lin)
- Winnaar China Open 2003, 2004 (beide met Ma Lin), 2005, 2006 (beide met Wang Liqin) en 2007 (met Wang Hao)
- Winnaar Japan Open 2003 (met Ma Lin) en 2007 (met Wang Liqin)
- Winnaar Griekenland Open 2004 (met Ma Lin)
- Winnaar Singapore Open 2004, 2006 (beide met Ma Lin) en 2008 (met Li Ping)
- Winnaar Kroatië Open 2006 (met Wang Hao)
- Winnaar Koeweit Open 2006 en 2009 (beide met Ma Lin)
- Winnaar Slovenië Open 2007 (met Wang Liqin)
- Winnaar Qatar Open 2008 (met Ma Lin)
- Winnaar Duitsland Open 2010 (met Ma Long)

1988: Wei Qingguang / Chen Longcan ·
1992: Lu Lin / Wang Tao ·
1996: Liu Guoliang / Kong Linghui ·
2000: Wang Liqin / Yan Sen ·
2004: Chen Qi / Ma Lin